# Blechnum austrobrasilianum
Blechnum austrobrasilianum är en kambräkenväxtart som beskrevs av Sota. Blechnum austrobrasilianum ingår i släktet Blechnum och familjen Blechnaceae. Inga underarter finns listade.